# Ângela Mendonça Ribeiro
Ângela Mendonça Ribeiro (27 de fevereiro de 1962) é uma saltadora ornamental brasileira. Ela competiu nos Jogos Olímpicos de 1984, realizados em Los Angeles, nos Estados Unidos, e nos Jogos Olímpicos de 1988, realizados em Seul, na Coreia do Sul. Em 1984, obteve a 13.ª posição na plataforma de um total de 21 atletas inscritas e a 23.ª posição no trampolim de um total de 24 atletas inscritas. Em 1988, foi prejudicada por uma inflamação no tendão do ombro esquerdo, e acabou desistindo de competir na plataforma, competindo apenas na prova de trampolim. Mesmo contundida, ela conseguiu uma 13.ª posição nas eliminatórias, porém, apenas as doze primeiras passaram para a final.